# موزه مردم‌شناسی گناباد
موزه مردم‌شناسی گناباد در مدرسه نجومیه، در کوی شرقی این شهر در نزدیکی مسجد جامع قرار دارد. مدرسه نجومیه از بناهای دوره صفویه با معماری اسلامی است و به دلیل تدریس علم نجوم و افلاک در این مکان به مدرسه نجومیه شهرت یافته‌است.

## معماری
مدرسه نجومیه بعدها تغییر کاربری داد و به عنوان موزه مردم‌شناسی مورد استفاده قرار گرفت.
معماری این بنا شامل هشتی ورودی دالان، صحن و حجره‌های پیرامون آن است. این بنا در دوران قاجاریه مرمت شد و در ساختمان آن تغییراتی صورت گرفت.
در این موزه گوشه‌هایی از آداب و رسوم، مشاغل سنتی، نحوه زندگی و نوع پوشش مردم گناباد به نمایش گذاشته شده. آهنگری، پارچه بافی سنتی، سفالگری، نمدمالی، حفر قنات، عروسی، عصاری (روغن‌گیری)، عطاری، گلیم بافی از جمله غرفه‌های موجود در این موزه است.